# Semelle (chaussure)
Pour l’article ayant un titre homophone, voir Semel.
Pour les articles homonymes, voir semelle.

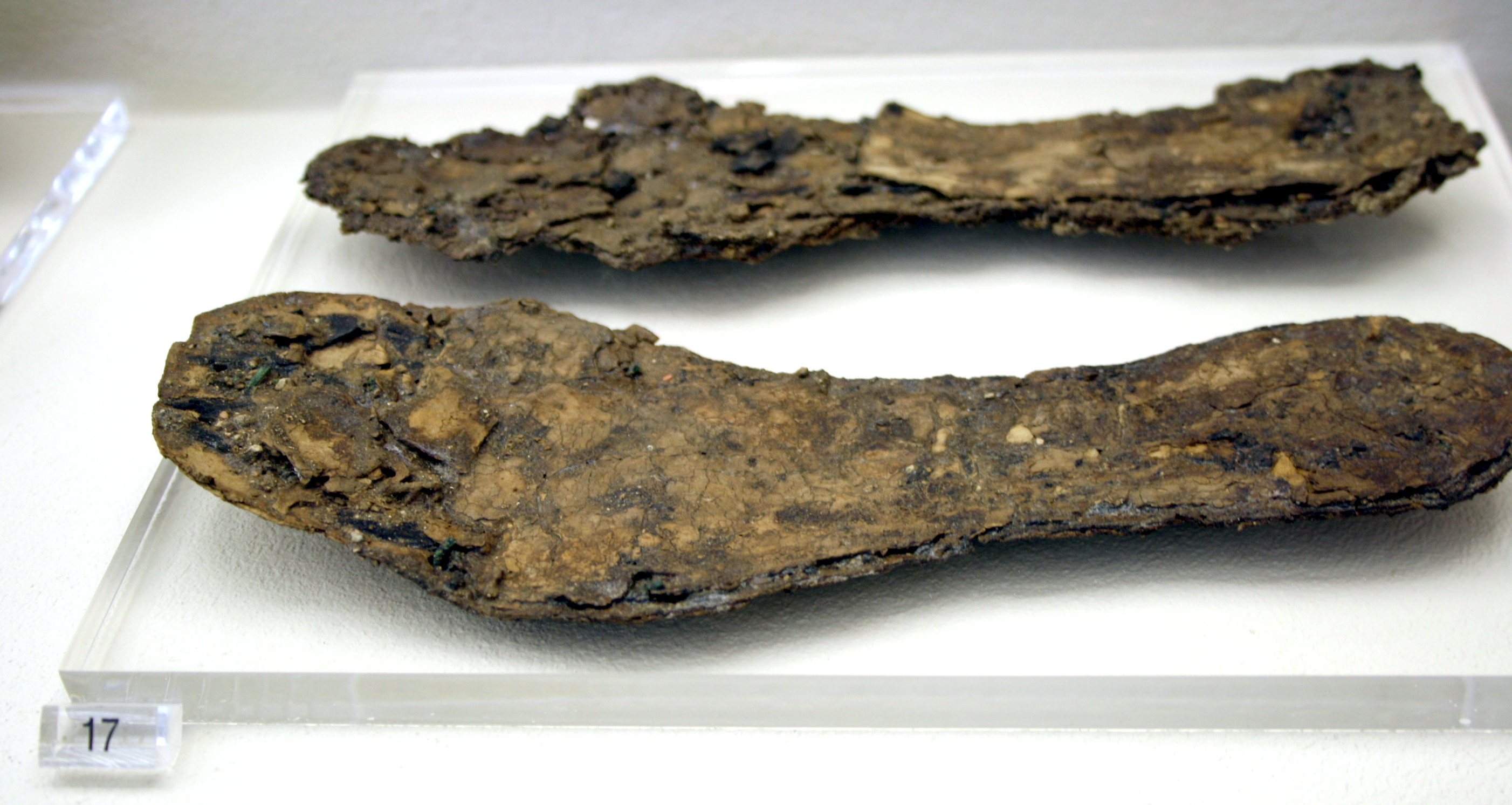
Semelles de sandales en cuir du, Musée archéologique du Céramique à Athènes.

La semelle est la partie inférieure d'une chaussure qui a pour objet de prévenir l'usure de cet accessoire, d'isoler le pied du sol et de contribuer à « l'amorti », à la stabilisation et au meilleur ancrage du pied au sol. Elle peut être en matériaux naturels (cuir, caoutchouc, crêpe, airlite) ou synthétiques (polymères, acétal, ABS). Elle peut être toute plate ou à talon. On peut faire protéger la semelle de ses chaussures par un cordonnier.
Le semelage correspond à la partie de la chaussure se trouvant sous le pied (première, cambrion, semelle d’usure, talon). Il peut aussi désigner l’action de confectionner le pied, c'est-à-dire réaliser l’assemblage de la tige et du semelage.
On appelle aussi semelle une pièce amovible à l'intérieur d'une chaussure, posée sur son fond. Elle est appelée semelle interne ou semelle de propreté.

## Semelle intérieure amovible

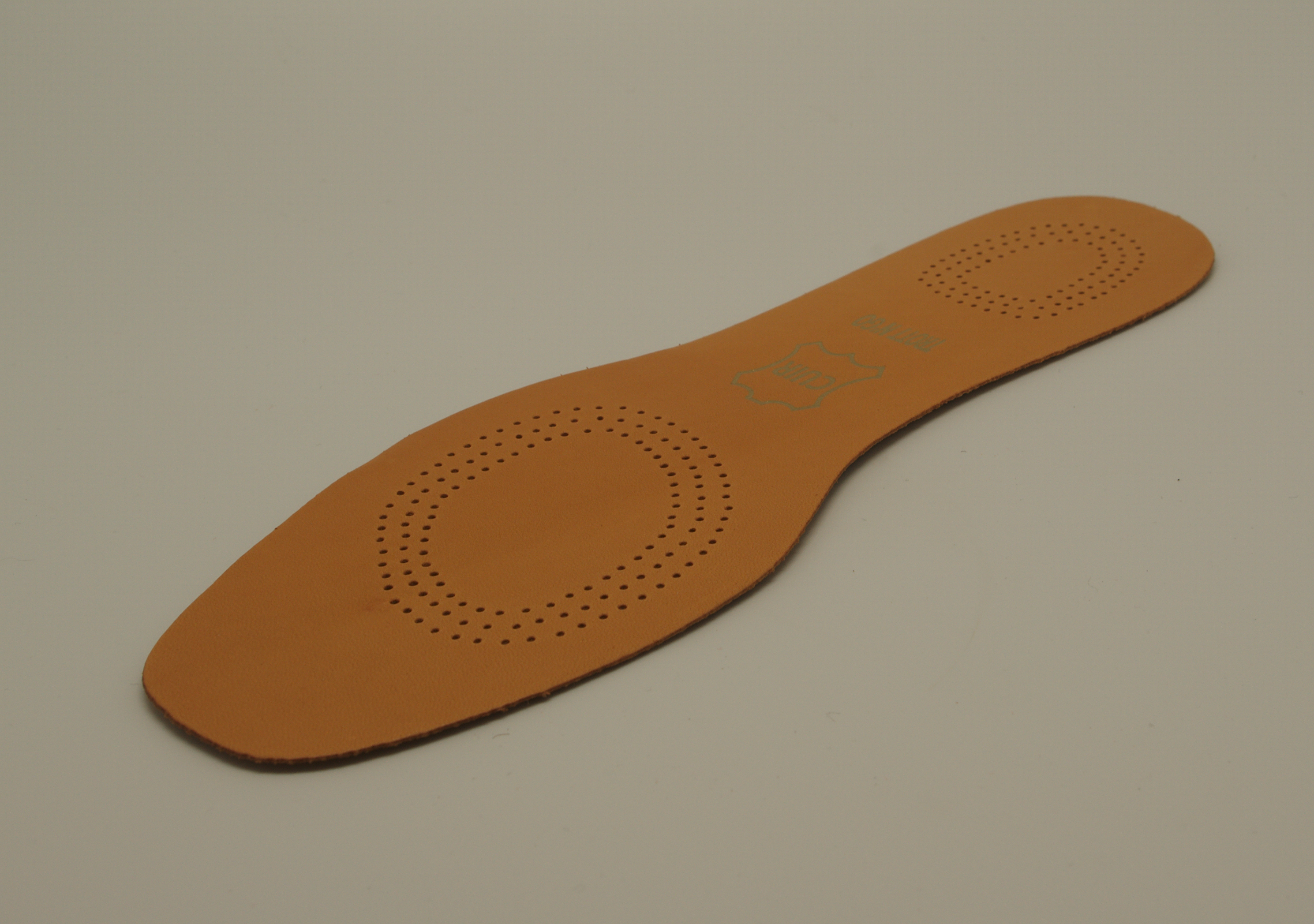
Une semelle intérieure amovible en cuir pour chaussures de ville.

Semelle de propreté pour les chaussures de ville, ou semelle de confort pour les chaussures de sport, la majorité des chaussures possèdent une semelle intérieure amovible.
Ces semelles d'origines n'ont généralement pas d'attribut spécifique. 
Il est possible de les remplacer par des semelles orthopédiques, conçues sur mesure par des podologues ou des orthopédistes. Il est également possible d'acheter des semelles déjà pré-conçues.
Le but de ces semelles orthopédiques est d'améliorer la position des pieds afin de soulager les douleurs de l'ensemble du corps.
Les pathologies les plus courantes ayant recours aux semelles : métatarsalgie, aponévrosite plantaire, fasciite plantaire, talalgie, jambe courte, etc.
De nombreux matériaux sont utilisés pour la fabrication de semelles amovibles de chaussures: liège et cuir, gel, mousse, caoutchouc, mousse à mémoire de forme etc. Elles sont vendues par pointure avec des différences entre hommes et femmes.
Il faut choisir sa semelle en fonction du problème : semelle antidérapantes, tendinites à répétition, oignons, ou autre.